# Pedro de Osorio
Pedro de Velasco y Osorio, señor de Cuzcurrita de Río Tirón, Silanes, Saldaña y Saldañuela, (Burgos, entre 1545 y 1549- c. 1610) fue un supuesto hijo de Felipe II e Isabel Osorio.

## Biografía
Parece ser que fue hijo natural de Felipe II y de Isabel Osorio (1522-1589), los cuales mantuvieron un romance cuando aquel todavía era príncipe. De esta forma, a veces es nombrado como Pedro de Austria y Osorio, aunque el monarca nunca lo reconoció.
Parece que tuvo un hermano, Bernardino, también hijo de Felipe II. No obstante, esta paternidad está más confusa.
Pedro fue adoptado y criado por la única hermana de la madre, María (o Mencía) de Rojas, quien estaba casada con Pedro de Velasco, hombre de confianza de Felipe II, que le acompañó a Inglaterra a desposarse con María Tudor en julio de 1554.
En 1574, Isabel ya le había otorgado escritura de mayorazgo a su favor, fuere hijo o sobrino suyo, documento ratificado en 1583, cuando Pedro casó con Beatriz de Bolea y Castro (hija de Bernardo de Bolea, señor de Bolea y vicecanciller de Aragón, presidente del Consejo de Aragón, y de Gerónima de Castro).
Cuando Isabel murió en 1589, heredó los territorios de Saldaña, Sarracín, Cojóbar y Olmosalbos, comprados a la Hacienda Real unos años antes, y sobre los que Isabel  Osorio fundó un señorío, además de ocho mil ducados de renta y sesenta mil de muebles, dinero, una gran cantidad de joyas, y el patronato del convento de Trinitarios levantado por su madre en Sarracín (Burgos), donde está enterrada.
En 1604, Felipe III le concede el beneficio de limpieza de sangre según un breve del papa Clemente VIII.

## Descendencia
La familia Osorio mantuvo el mayorazgo de Saldañuela y la propiedad del palacio construido por su madre Isabel hasta mediados del siglo XVII.
Se sabe que Pedro de Osorio tuvo dos hijos:
- Isabel, que casó con Juan Manrique de Padilla (c. 1550-1622), señor de Escamilla. Quedó viuda muy tempranamente y no dejó descendencia cuando murió.
- Pedro, que casó en 1607 con Constanza Sarmiento y Acuña (n. 1592), una de las hijas de los primeros condes de Gondomar. Su hija fue Beatriz Osorio de Velasco y Sarmiento, que casó con el Maestre de Campo don Pedro de Navarra y de la Cueva Mendoza y Aponte, I marqués de Cabrega, descendiente de los Mariscales del Reino de Navarra.